# Roger Gnoan M'Bala
Pour les articles homonymes, voir Mbala.
Roger Gnoan M'Bala, né en 1943 à Grand-Bassam et mort le 10 juillet 2023 à Abidjan, est un réalisateur de cinéma ivoirien.

## Biographie

### Origines et éducation
Roger Gnoan M'Bala naît à Grand Bassam dans la région  du Sud-Comoé en Côte d'Ivoire. Après des études primaires jusqu'en 1956, il apprend en 1959, la comptabilité au lycée technique d'Abidjan. Après l'obtention du Certificat d'Aptitude Professionnelle (CAP), il travaille à la SAFCA avant de poursuivre sa formation en économie en France.
Il étudie au Conservatoire indépendant du cinéma français et aussi en Suède. Il le fréquente de 1966 à 1968.

### Carrière
À son retour au pays en 1968, il intègre la Radiodiffusion télévision ivoirienne de Côte d'Ivoire et travaille en tant qu’assistant réalisateur. Il devient réalisateur de Radiodiffusion télévision de jusqu'en 1978 où il réalise  plusieurs films et remporte des prix. 

## Filmographie

### Courts métrages
- 1970 : Koundoum[4]
- 1971 : La Biche [5]
- 1972 : Amanie
- 1974 : Gboundo
- 1975 : Le Chapeau
- 2009 : Dipri (Le)[6]

### Longs métrages
- 1984 : Ablakon
- 1988 : Bouka (avec Akissi Delta, Allomo Ignace et Kone Drissa)
- 1993 : Au nom du Christ (avec Pierre Gondo et Naky Sy Savané)
- 2001 : Adanggaman

## Distinctions
- 1972 : lauréat du prix Tamit d’argent aux journées cinématographiques de Carthage  avecson court métrage Amanié;
- Juillet 1972: Grand Prix du Court Métrage à Dinard pour le film Amanié;
- Octobre 1972: Tanit d'Argent du Court Métrage pour le film Amanié;
- Prix jeune festival de Locarno (Suisse) et le Grand prix Yennenga au Fespaco au Burkina Faso[3].